# Dibuix

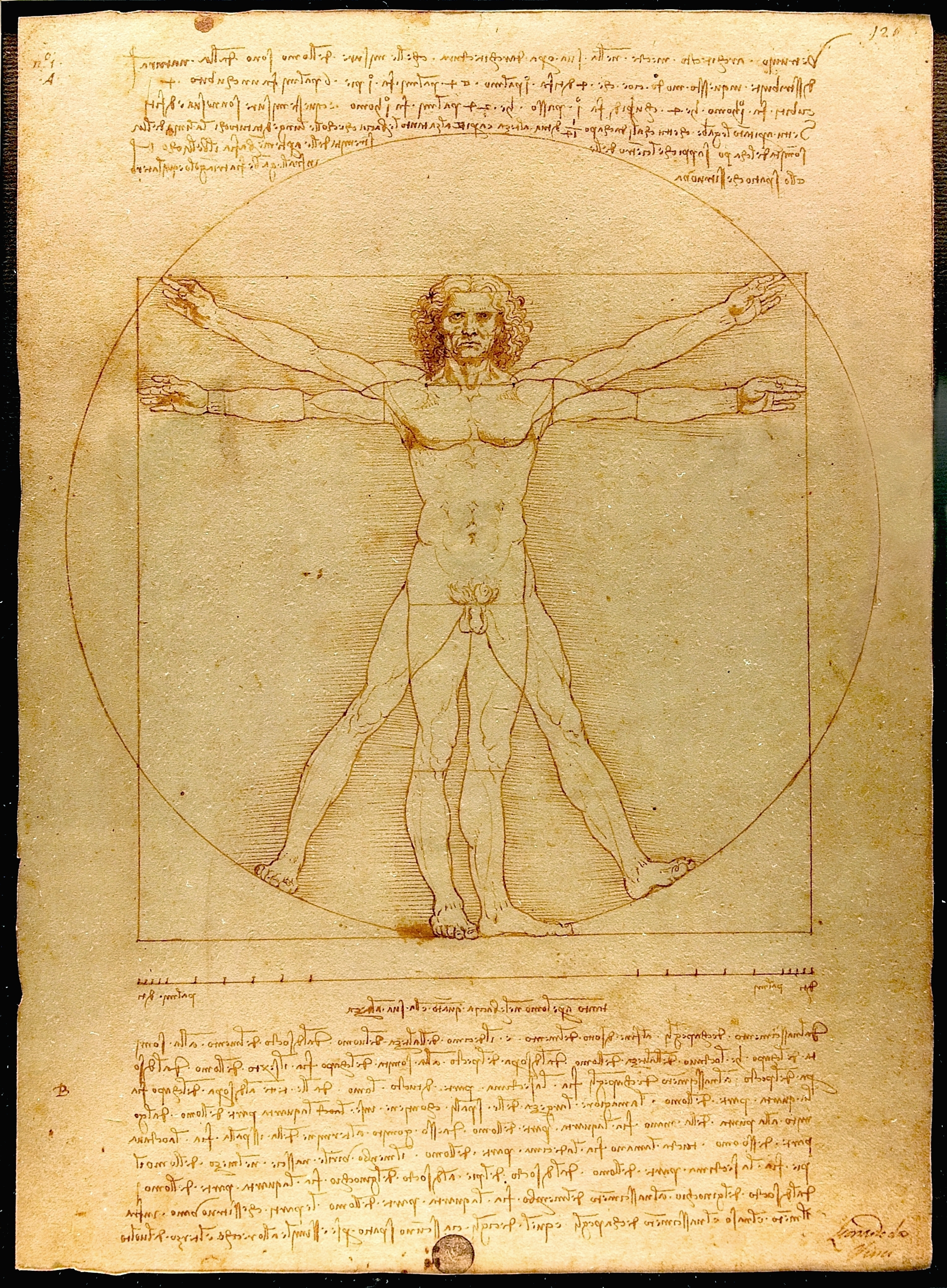
Dibuix de l'home Vitruvià fet per Leonardo da Vinci

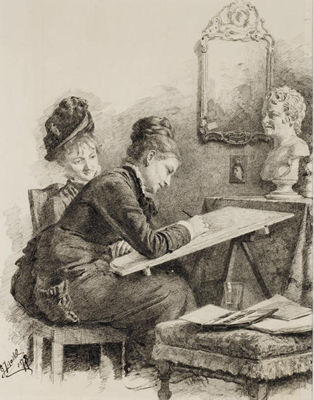
Dibuix amb ploma i tinta

El dibuix és una art que instrueix a dibuixar. Dibuixar és projectar o dissenyar gràficament. És la plasmació d'una idea. Significa tant l'art que ensenya a dibuixar, així com delineació, figura o imatge executada en clar i fosc; pren el nom d'acord amb el material amb el qual es fa. El dibuix és una forma d'expressió gràfica, plasma imatges sobre un espai pla. A causa de l'anterior, és considerat part de la bella art coneguda com a pintura. És una de les modalitats de les arts visuals. Es considera al dibuix com el llenguatge gràfic universal. Ha estat utilitzat per la humanitat per transmetre idees, projectes i, en un sentit més ampli, les seves idees, costums i cultura.
El dibuix és la representació gràfica realitzada per mitjà de línies, traços i ombres, elaborats amb llapis, ploma o altres objectes similars. El dibuix és la base de gairebé qualsevol obra artística, ja que la majoria de les obres visuals comencen amb un esbós dibuixat. En la historieta o còmic, una nova forma d'art que deriva del dibuix, la representació gràfica narra una història a través d'una successió de vinyetes, dibuixades en color o blanc i negre, i amb texts emmarcats en uns requadres anomenats "entrepans".
En el dibuix, un dels materials més antics és el carbonet, fet amb branquillons de romaní, d'avellaner o de salze carbonitzat. Junt amb el llapis –un instrument fet en grafit embotit en un tub de fusta o metall i fàcil de manipular–, són ideals per a fer esbossos i estudis preparatoris, ja que permeten l'esborrat. Al segle xv, des d'Itàlia, el llapis es va difondre a altres països. La sanguina és un tipus especial de llapis fet d'argila ferruginosa que produeix un dibuix de color vermellós; va estar molt de moda a la Itàlia del Renaixement.
La punta metal·lica és un instrument fet amb materials tous com plom, estany o plata, amb el qual es marca sobre el paper o pergamí; ja era utilitzat en l'època romana. Si aquest material marca en fosc sobre clar, el guix (sulfat de calci bihidratat), de color blanc, es fa servir habitualment sobre suports més foscs, tot i que més recentment es fabriquen barretes en color. A partir del Renaixement s'usava com a material de dibuix o com a pigment per a la pintura al tremp.
El pinzell, un instrument fet amb pèls de diferents animals –porc, marta gibelina o esquirol–, utilitzat per pintar, també permet dibuixar amb tinta i tinta xinesa, i remarcar volums i zones lluminoses. També la ploma de canya o la d'ocells, a més d'utilitzar-se en escriptura, es fa servir per a dibuixar.
Característiques:
- Proporció que ha de tenir en les seves parts i mesures la figura de l'objecte que es dibuixa o pinta.
- Delineació, figura o imatge executada en clar i fosc, i que s'obté el nombre del material amb el qual es realitza. Dibuix al carbonet, de llapis.
- En els encaixos, brodats, teixits, etc., figura i disposició dels treballs que els adornen.

Tipus de dibuix:
- Un dibuix a mà alçada és el que es realitza sense recolzar la mà, també dit esbós.
- Un dibuix del natural és el que es fa copiant directament del model.
- Un dibuix lineal és una delineació amb segments de línies geomètriques i, en general, ajudat de regles, esquadres, cartabons, etc.
- El dibuix tècnic és el dibuix realitzat d'acord amb les normes tècniques adients, utilitzat per a la realització de plànols, esquemes, màquines, etc.
- Els dibuixos animats són els que es fotografien en una pel·lícula successivament, i que en anar recollint els successius canvis de posició imiten o suggereixen el moviment natural dels éssers vius.
- El  dibuix d'humor o humor gràfic és el que inclou missatges irònics o satírics, fet amb un estil còmic o caricaturesc.
- El  dibuix de tebeos (còmics) prou especialitzat per a considerar-la categoria a part.
- A mà alçada i realitzat sobre la marxa, sense correccions posteriors. El solen fer els viatgers, exploradors, cientifics. Aquesta classe de dibuixos són coneguts com a quaderns de camp. Com a exemple, es poden citar el suec Sven Hedin, l'alemany Wilhehm Filchner, l'espanyol Julio Caro Baroja i el català Jordi Sabater Pí.

## Història del dibuix

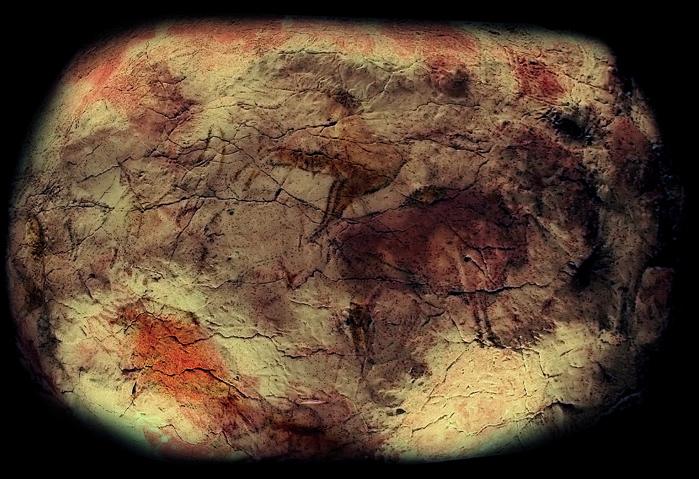
Dibuixos i pintures de la cova d'Altamira.

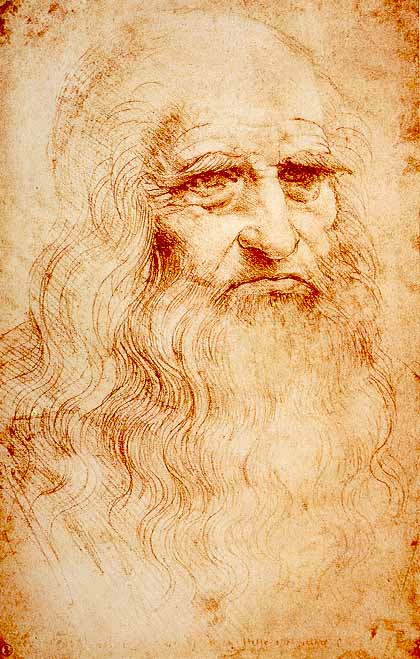
Autoretrat de Leonardo da Vinci.

El dibuix serveix com una eina per a la representació d'objectes reals o idees que, de vegades, no és possible expressar fidelment amb paraules. Els primers dibuixos coneguts es remunten a la prehistòria; les pintures rupestres de la cova d'Altamira són uns dels exemples més antics, on l'ésser humà va plasmar en els sostres i parets de les cavernes el que considerava important transmetre o expressar (usualment activitats relacionades amb la seva forma de vida i el seu entorn).
De les primeres civilitzacions perduren escassos exemplars de dibuixos, normalment, per la fragilitat del material en el qual van ser executats (s'han trobat en ostraca i pintures murals inacabades), o perquè eren un mitjà per elaborar pintures posteriorment, sent recoberts amb capes de color. Les cultures de l'Antiga Xina, Mesopotàmia, la vall de l'Indus, o l'antic Egipte ens han deixat mostres clares d'això, ideant els primers cànons de proporcions, com va succeir també a l'antiga Grècia i a l'antiga Roma.
En l'edat mitjana es va utilitzar profusament el dibuix, generalment acolorit, per a representar sobre pergamins temes religiosos a manera d'explicació o al·legoria de les històries escrites. En aquests dibuxios el simbòlic predominava sobre el realista. La cultura islàmica també va contribuir amb preciosos dibuixos que solien acompanyar textos d'anatomia, d'astronomia o d'astrologia.
És en el Renaixement quan el dibuix desclou, aconseguint aconseguir sublims cotes. Per primera vegada s'estudia el mètode de reflectir la realitat amb la major fidelitat possible, conformement a normes matemàtiques i geomètriques impecables: amb Filippo Brunelleschi sorgeix la perspectiva cònica. El dibuix, de la mà dels grans artistes renaixentistes cobra autonomia, adquirint valor propi en autoretrats, plànols arquitectònics i variats temes realistes –com els de Leonardo da Vinci–, a més de seguir servint com a estudi previ imprescindible d'altres arts, com la pintura, l'escultura o l'arquitectura.

## Conceptes
El dibuix és el llenguatge universal, ja que sense intervenir paraules és possible transmetre idees de manera gràfica que resultin comprensibles per a tots. Hi ha dibuixos que són reconeguts dins d'una cultura, als quals anomenem símbols. Altres exemples són els pertanyents a la senyalètica, activitat que s'encarrega de comunicar paràmetres de comportament en determinada locació per mitjà del llenguatge gràfic.
Paul Valéry deia que les tres grans creacions humanes són el dibuix, la poesia i les matemàtiques.

### Dibuixar i pintar
Dibuixar i pintar no significa el mateix. Per la seva naturalesa física, el dibuix és un subconjunt de les manifestacions artístiques conegudes com a pintura, però no forma part de la pintura com a tècnica de representació. El dibuix és l'art de representar gràficament objectes sobre una superfície plana; és base de tota creació plàstica i és un mitjà convencional per expressar la forma d'un objecte mitjançant línies o traços. En la pintura, l'estructura dels plànols s'aconsegueix mitjançant masses acolorides.
Les tècniques de "pintar" i "dibuixar" (o les formes de fer) poden ser confoses, perquè les eines són, a vegades, les mateixes, no obstant això la tècnica és diferent. "Pintar" involucra l'aplicació de pigments, generalment mitjançant un pinzell, que són escampats sobre un llenç; el dibuix és la delineació en una superfície, generalment és el paper. En altres paraules l'acte de pintar utilitza la taca com a recurs comunicatiu mentre que el dibuix utilitza la línia.
El terme dibuixar també suggereix un procés diferent al de pintura. El dibuix és generalment exploratori, amb èmfasi principal en l'observació, solució de problemes i composició. En contrast, la pintura tradicional és generalment l'execució o acabament del dibuix mitjançant la inserció de pigments.

## Classificació del dibuix

### Segons la seva concepció
D'acord amb el seu objecte, el dibuix es pot classificar en:
- Dibuix de concepció
- Dibuix de definició
- Dibuix de fabricació
- Dibuix industrial

Aquests determinen precisament l'ordre cronològic per representar i transmetre a través d'esbossos, diagrames o esquemes la idea o projecte que desitja desenvolupar i executar el seu inventor o dissenyador: plasmant en el seu ordre la idea general; el seu espai, forma i dimensió; i finalment el seu procés i tècnica de fabricació.

### Segons el seu objectiu

#### Dibuix artístic

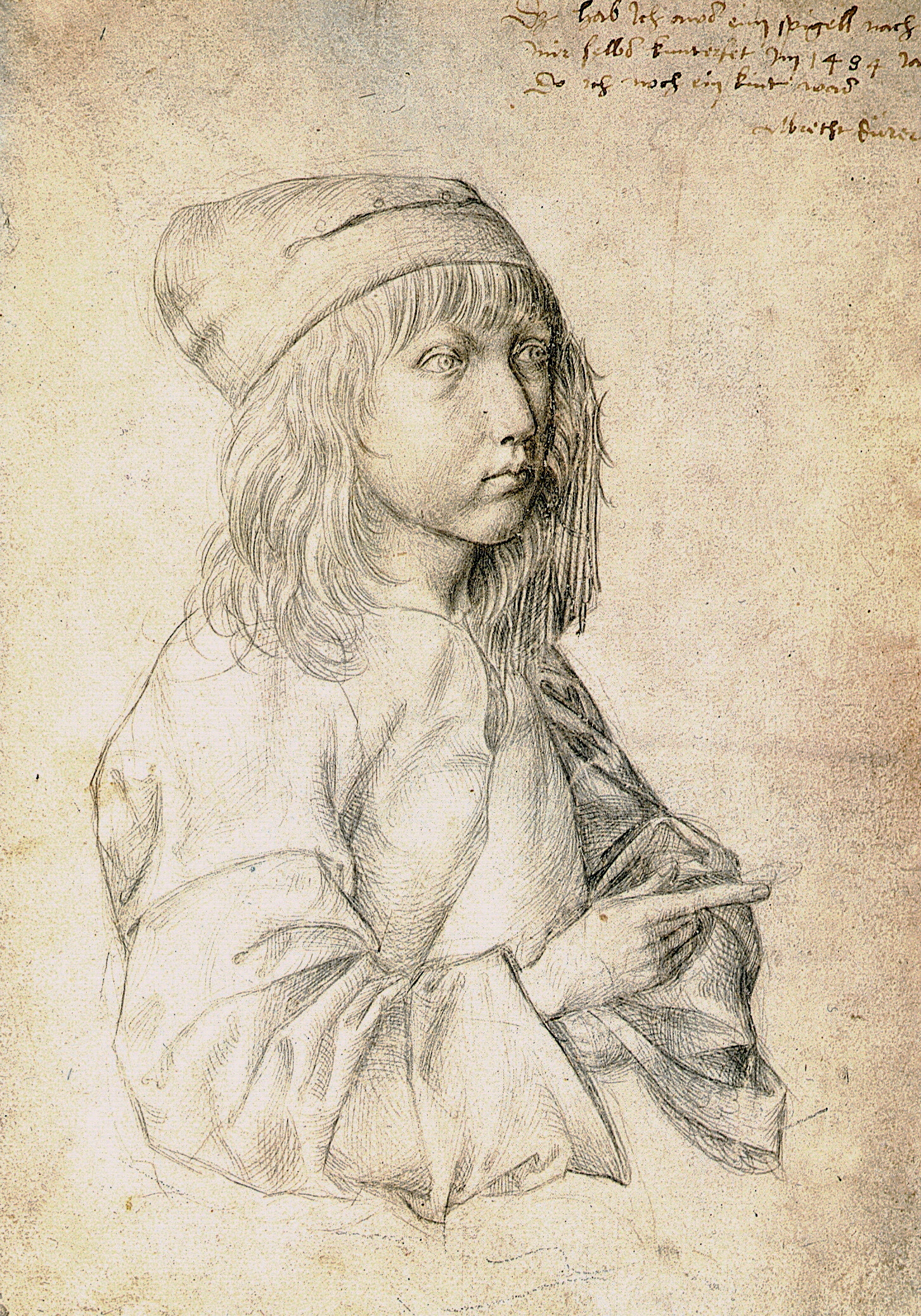
Dibuix artístic: Autoretrat de Dürer als 13 anys. Dibuix d'Albrecht Dürer de 1484.

És la representació d'un objecte per mitjà de línies que limiten les seves formes i contorns. Es tracta d'una abstracció de la nostra ment que permet fixar l'aparença de la forma, ja que l'ull només percep masses acolorides de diversa intensitat.
Els dibuixos artístics solen ser representacions d'objectes o escenes on l'artista veu, recorda o imagina. Aquests poden ser realistes: un exemple són els retrats, o els dibuixos arquitectònics. El dibuix també pot arribar al grau de perdre certa aproximació amb la realitat (com les caricatures), relativament allunyats de la realitat (o els dibuixos animats i els còmics), fins a arribar al surrealista i l'abstracte.
Procés en el dibuix artístic:
Anotació: Dibuix ràpid que s'usa per captar i recordar les característiques del que es va a dibuixar després. És especialment útil quan es dibuixen exteriors o figures en moviment.
Esbós: Prova del dibuix en un paper a part. Serveix per ajudar a decidir l'enquadrament, la composició, quins elements s'inclouen…
Encaixat: Línies generals que es tracen en el paper definitiu (es tapen o esborren després), serveixen com a base del dibuix.
Línia: Dibuix dels contorns. Es dibuixa primer el més general i després el detall.
Valorització: Per aconseguir més realisme i volum, es fa un ombreig. Es fa una transició del color de les zones més clares a les zones més fosques. Les zones de llum es poden aclarir esborrant o usant un llapis de color blanc o similar, mentre que les zones fosques s'aconsegueixen saturant el material.
Color: Un dibuix pot portar color, especialment si està destinat a ser una il·lustració (dibuix que acompanya a un text en llibres, cartells, etc.).
El color es pot aplicar amb diverses tècniques: aquarel·la, tinta, llapis de color, ordinador... El color pot ser pla (homogeni) o amb textura (aparença irregular que es pot aconseguir amb el material, el paper, la tècnica...).
Correccions: Els errors es poden corregir de diferents formes: esborrant, cobrint una zona del dibuix amb pintura o un tros de paper i dibuixant sobre ell, o realitzant un escaneig del dibuix i modificant-lo en un programa de retoc fotogràfic (ex.: Photoshop). Amb aquests programes de retoc es poden eliminar, afegir o ressaltar coses, millorar contrastos i colors.
Una manera de dibuix a mà alçada és el realitzat sobre la marxa, sense correccions posteriors, per viatgers, exploradors i científics. A aquest tipus de dibuixos se'ls coneix com a Quaderns de camp. Com a exemple es poden citar al colombià Juan José Gutiérrez, a l'alemany Wilhelm Filchner i a l'espanyol Julio Caro Baroja.
Proporció: La proporció en el dibuix és molt important, ja que aquesta donarà a l'objecte representat l'harmonia necessària en relacionar correctament tots els elements que el conformen. Un consell útil i pràctic al moment de realitzar l'enquadrament del dibuix, és col·locar aquest enfront d'un mirall, d'aquesta manera descobrirem si la nostra obra es troba ben proporcionada i si guarda la simetria corresponent; això és molt útil especialment amb els dibuixos del rostre i en retrats. A vegades el nostre ull sol "enganyar-nos" al moment de dibuixar i resulta que en acabar un treball, des de la nostra mirada pot semblar-nos correcte i ben encaixat, no obstant això, en col·locar-lo enfront del mirall es descobreixen alguns errors de proporció i, és convenient no oblidar que és així com ho veurà l'espectador. Això es corregeix amb la pràctica constant i recordant que és molt important l'observació perquè puguem relacionar correctament tots els elements de l'objecte a dibuixar i aconseguir així una representació correcta. Altres formes d'avaluar si el nostre dibuix és correcte són: col·locar-lo a l'inrevés, mirar-lo a contrallum pel revers de la fulla i, col·locar la nostra fulla una mica més a baix per canviar la nostra perspectiva en mirar-la.

#### Dibuix geomètric
És aquell que es representa per mitjà de gràfiques planes. El Dibuix geomètric constitueix un veritable i nou sistema d'ensenyament estructurat per garantir, tant a l'alumne dels primers anys de les Escoles Tècniques com als de les Facultats d'Arquitectura i Enginyeria - batxillers o pèrits mercantils - un ràpid maneig i posterior domini de la mà en el plànol.
Això sorgeix de les seves figures i dibuixos, l'enumeració i designació dels útils i l'explicació de l'ocupació de l'estrictament necessari; les característiques de la cal·ligrafia tècnica, els seus grups per realitzar la pràctica adequada i els consells per efectuar els exercicis.
També s'inclouen les principals figures geomètriques i es detalla la manera lògica de construir-les, enfocament aquest que -no escaparà al lector- és fruit d'una tasca minuciosa, una metodologia adquirida dia a dia, enfront dels problemes que l'enginyer C. Virasoro recorre en la seva funció de professor. Com a tal, indueix, planteja i impulsa al fet que l'estudiant ampliï la pràctica dels treballs, gràcies a la presentació de models bàsics del dibuix.

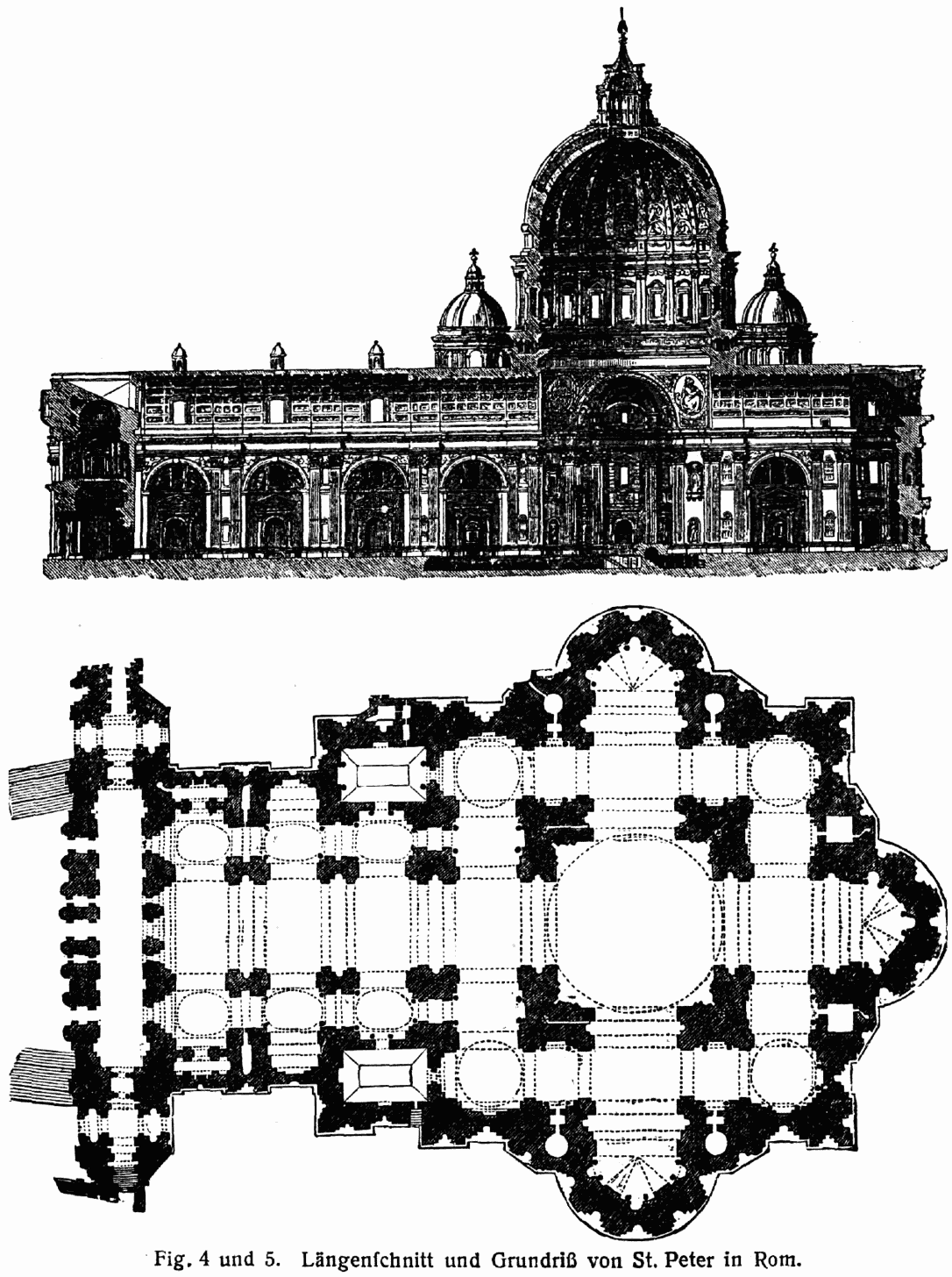
Dibuix arquitectònic històric: Planta i secció de la basílica de Sant Pere, Roma.

#### Dibuix tècnic
El dibuix tècnic és el llenguatge gràfic universal tècnic normalitzat. Les aptituds per a aquesta classe de dibuix s'aprenen, a causa que ha de complir amb determinades normes.
Es subdivideix en dibuix tècnic especialitzat, segons la necessitat o aplicació les més utilitzades o difosos en l'entorn tècnic i professional. Cadascun es caracteritza pel fet que utilitza una simbologia pròpia i específica generalment normalitzada legalment.
Els plànols que representen un mecanisme simple o una màquina formada per un conjunt de peces es denominen plànols de conjunt, i els que representen un sol element, plànols de peça. Els que representen un conjunt de peces amb les indicacions gràfiques per a la seva col·locació, són anomenats plànols.

#### Dibuix geodèsic

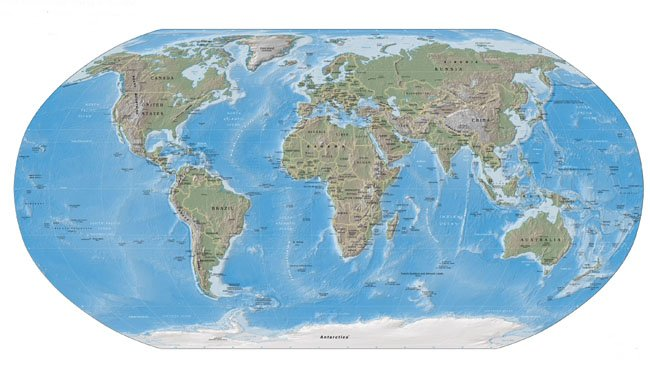
Dibuix geodèsic: mapa físic-polític de la Terra

Un mapa bidimensional del món, com si la terra fos plana, ha de traçar-se els meridians (cercles concèntrics verticals) en forma de línies rectes verticals (Europa estaria situada proporcionalment molt més allunyada d'Amèrica). En alguns mapes, els paral·lels (cercles paral·lels horitzontals) es dibuixen com a línies horitzontals paral·leles, i els meridians són corbes que parteixen dels pols (situant Europa a una distància proporcional d'Amèrica).

## Instruments i materials

Dibuixant rectes paral·leles sobre paper amb esquadra i tiralínies.

Més que una tècnica gràfica basada en l'ús de la línia, el dibuix és l'expressió d'una imatge que es fa en forma manual, és a dir, s'usa la mà per realitzar-lo. Els instruments que es poden usar són molts, com també la superfície on es pot fer. Els més usats són el paper com a suport i el llapis com l'instrument, però actualment s'usen computadores utilitzant el teclat, mouse, o amb un llapis òptic, més comú en una Tablet PC com l'iPad.

### Instruments
Els instruments més comuns per dibuixar són: els llapis de grafit com per exemple els llapis de dibuix (6b), (2b) i (HB), que són els més importants en el dibuix bàsic, la ploma estilogràfica, carbonets, regle, compàs, escaire, cartabó, regle "T", etc.

### Negres i pigments
El mitjà fa referència al fet de quin tipus de tinta, pigment o color va a ser utilitzat sobre la superfície a dibuixar. L'eina utilitzada pot ser seca (com el grafit, pastel, conte) o humit (com marcadors, ploma o tinta). Els llapis aquosos poden ser utilitzats en sec, però en estar humits adquireixen un to diferent. Encara que és inusual, a vegades els artistes treballen amb una classe de tinta invisible.

### Suports físics
El suport físic pot ser qualsevol, des de l'antiguitat s'ha anat canviant d'un format a un altre. Els més utilitzats en l'actualitat són aquells basats en paper i/o cartró, encara que la varietat arriba a ser tan ingent que és difícil concretar.
Segons al fet que es destini el dibuix, trobem des del llenç per a una obra representativa amb finalitats decoratives, o el polipropilè per plasmar dibuixos en cartells amb finalitats publicitàries.

## Semiòtica del dibuix
Primer s'ha d'afirmar que el dibuix és un tipus de signe, més específicament, un signe visual. Com a signe visual, el dibuix depèn del signe icònic, indèxic i simbòlic. El signe és una expressió amb la intenció de «transmetre una informació, per dir, o per indicar a algú que un altre el coneix i que vol que el coneguin la resta també».
El dibuix com a missatge visual global distingeix com a signe visual dos tipus d'entitats teòriques diferents, la primera el signe icònic que és analògic i mimètic (figuratiu) i el segon, el signe plàstic, que posseeix codis basats en la línia, el color i la textura (abstracció).

## Dibuix tècnic

Dibuix tècnic del símbol monetari de l'euro.

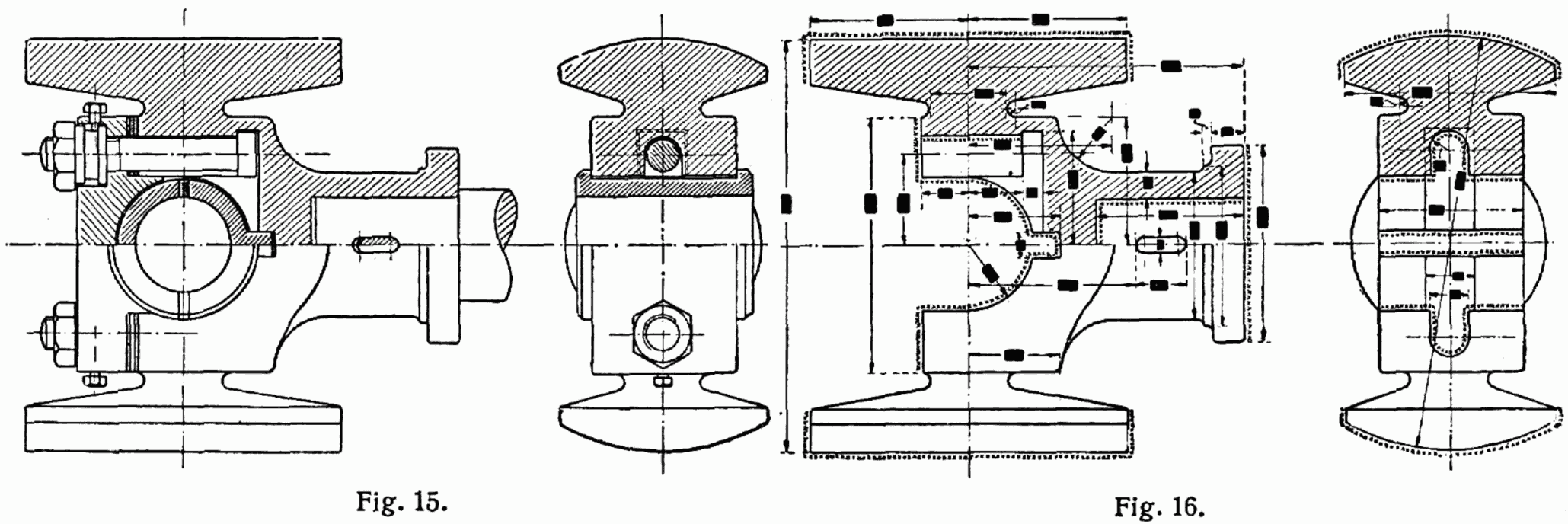
Un dibuix tècnic ha de facilitar la visualització de tots els detalls de la peça, per permetre la seva anàlisi i la seva futura construcció.

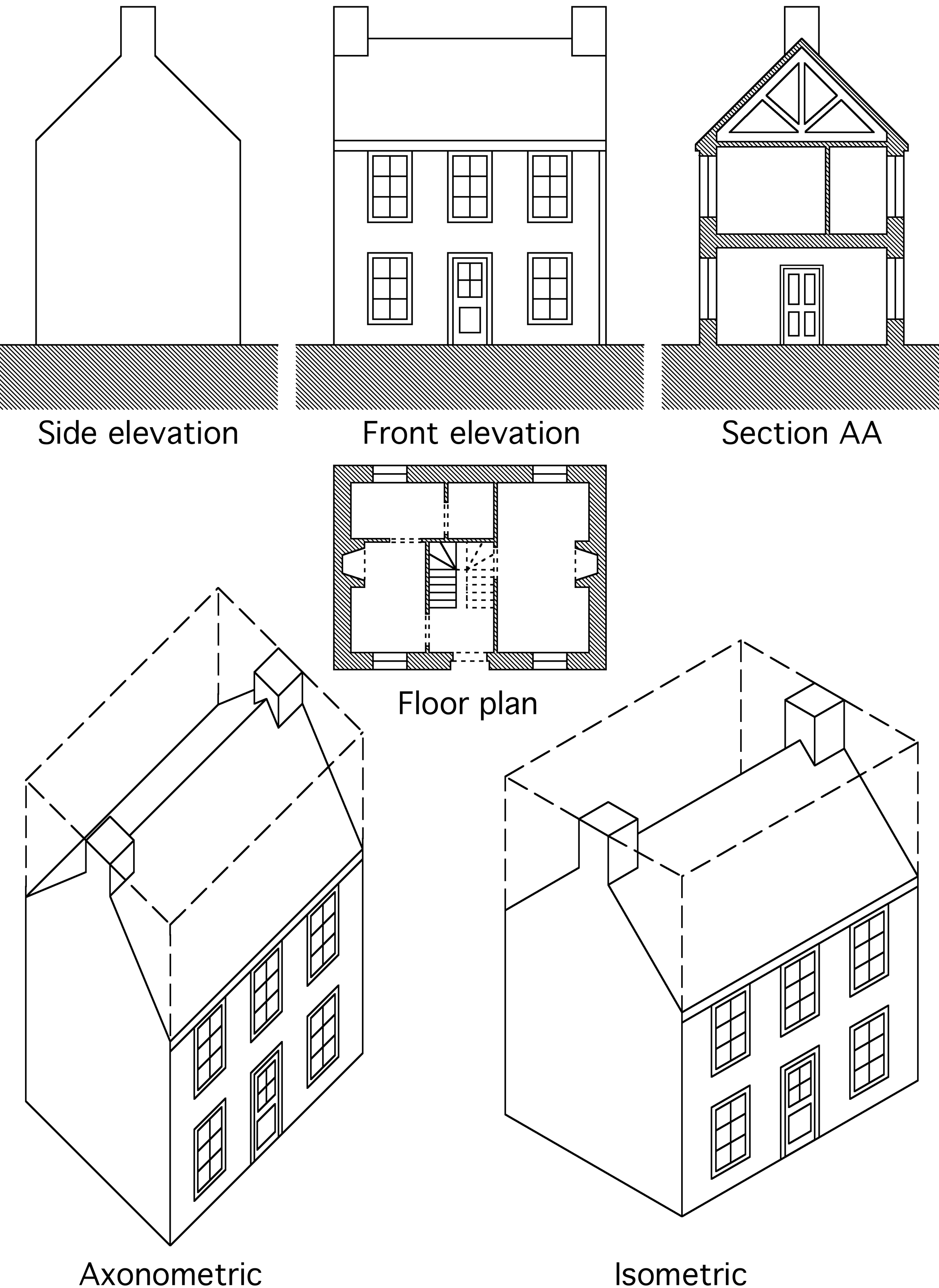
Vistes estàndards usades en el dibuix arquitectònic.

La matèria de dibuix tècnic desenvolupa les estratègies necessàries per a la comprensió i posterior solució gràfica dels problemes, amb un component de recerca i planificació dels processos. Els continguts de la matèria proporcionen a l'alumnat els coneixements propis del batxillerat i el prepara per afrontar estudis futurs més complexos. Pel seu caràcter instrumental, esdevé una eina imprescindible per a la formació acadèmica i també per a futures activitats professionals.
El dibuix tècnic és una eina amb un llenguatge propi, que s'utilitza en disciplines que s'ocupen principalment del disseny de la forma i la funció dels objectes i els espais, i esdevé en molts casos un instrument d'investigació i de creació de les solucions que demanen els projectes de disseny gràfic i industrial, d'arquitectura, d'enginyeria, d'urbanisme entre d'altres.
El dibuix tècnic esdevé un instrument que concreta les formes i els espais en què viurem, i per aquesta raó el coneixement de les seves estructures, de les seves propietats i els seus processos de resolució i construcció és fonamental per entendre l'entorn ple d'elements i espais artificials. Aquest fet implica la interpretació i posterior racionalització de les formes que s'interrelacionen i estructuren en una realitat sempre complexa.
El camp d'actuació del dibuix tècnic és molt ampli. A més dels àmbits clàssics on s'acostuma a ubicar aquesta matèria, el dibuix tècnic té un paper important també en el món de les arts en general. Fugint de la dualitat de conceptes com el d'art i tècnica, el dibuix tècnic s'integra en l'art actual principalment com a suport al procés creatiu.
Els continguts de la matèria desenvolupen la visió espacial, mitjançant l'estudi de la geometria i les relacions que es produeixen sobre el pla i a l'espai. El seu ensenyament ha de preveure el desenvolupament d'aquesta visió espacial i de les capacitats d'abstracció com a aspecte fonamental per a un assoliment posterior dels conceptes.

### Dibuix d'arquitectura

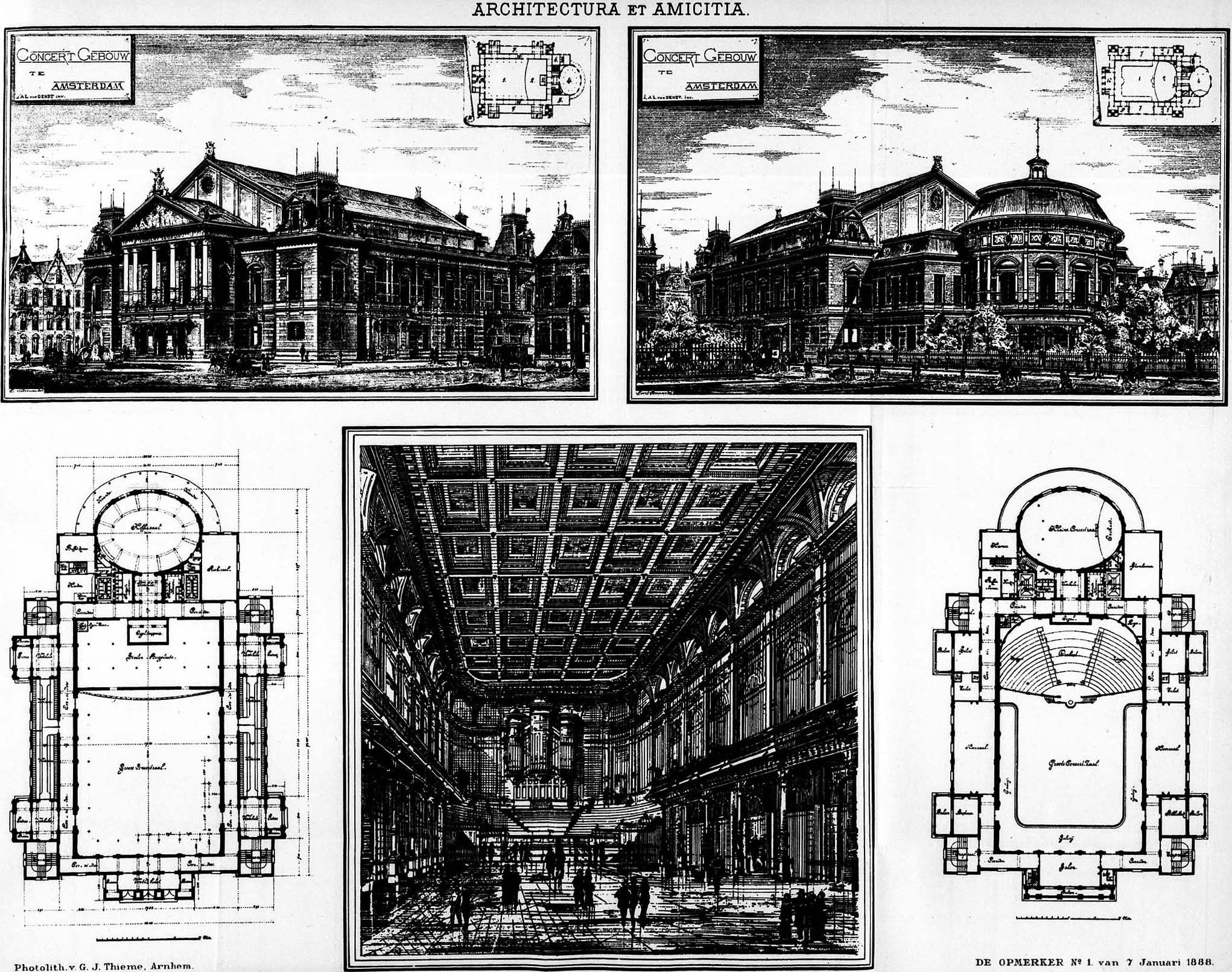
El Concertgebouw (sala de concerts) a Amsterdam, per Adolf Leonard van Gendt, il·lustració publicada el 1888

El dibuix arquitectònic o dibuix d'arquitectura és el dibuix tècnic d'un edifici o d'un projecte de construcció que correspon al camp de l'arquitectura. Els dibuix arquitectònic és utilitzat per arquitectes i altres per a una sèrie de propòsits: 
- Per a glossar una idea de disseny en una proposta coherent
- Per a comunicar idees i conceptes
- Per convèncer els clients dels avantatges d'un disseny
- Per a guiar als operaris en la construcció d'un edifici
- Com un registre del treball realitzat
- Per fer un registre escrit d'un edifici que ja existeix

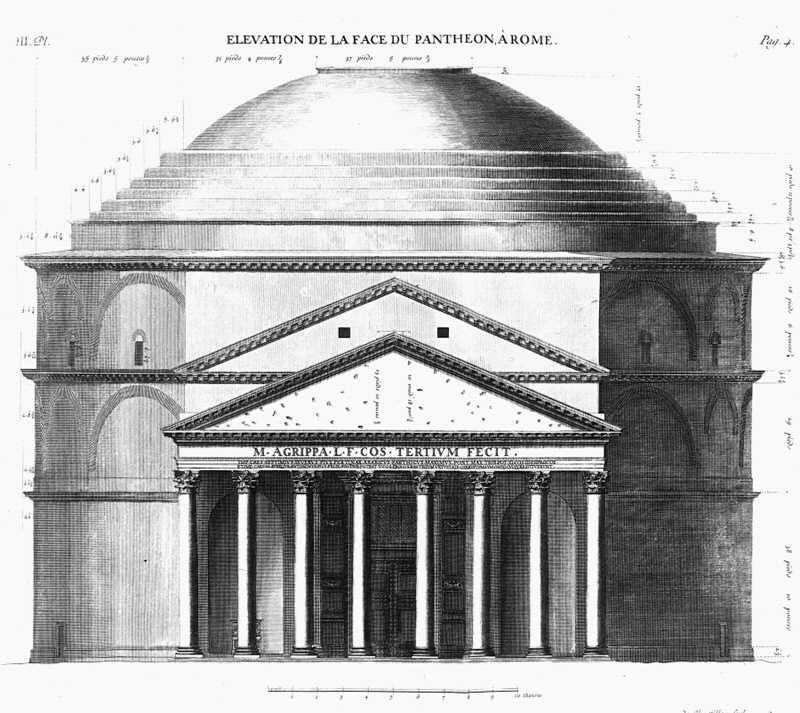
Alçat del Panteó d'Agripa

#### Alçat
Un alçat, en dibuix tècnic o dibuix arquitectònic, és la representació plana de la façana d'un edifici, el costat d'una màquina o d'un objecte, mitjançant projecció geomètrica ortogonal, sense tenir en compte la perspectiva, conservant aquest totes les seves proporcions.
L'alçat s'obté mitjançant una projecció paral·lela de l'element a representar, sent aquesta perpendicular al pla de projecció. L'alçat és una de les representacions principals del sistema dièdric, juntament amb la planta; també es fa servir l'alçat lateral, com dibuix auxiliar.
L'alçat, dibuixat a escala, permet comprovar la veritable dimensió de tots els seus elements, sent de gran utilitat en les representacions d'elements arquitectònics i forma part dels documents imprescindibles de tot projecte d'arquitectura.

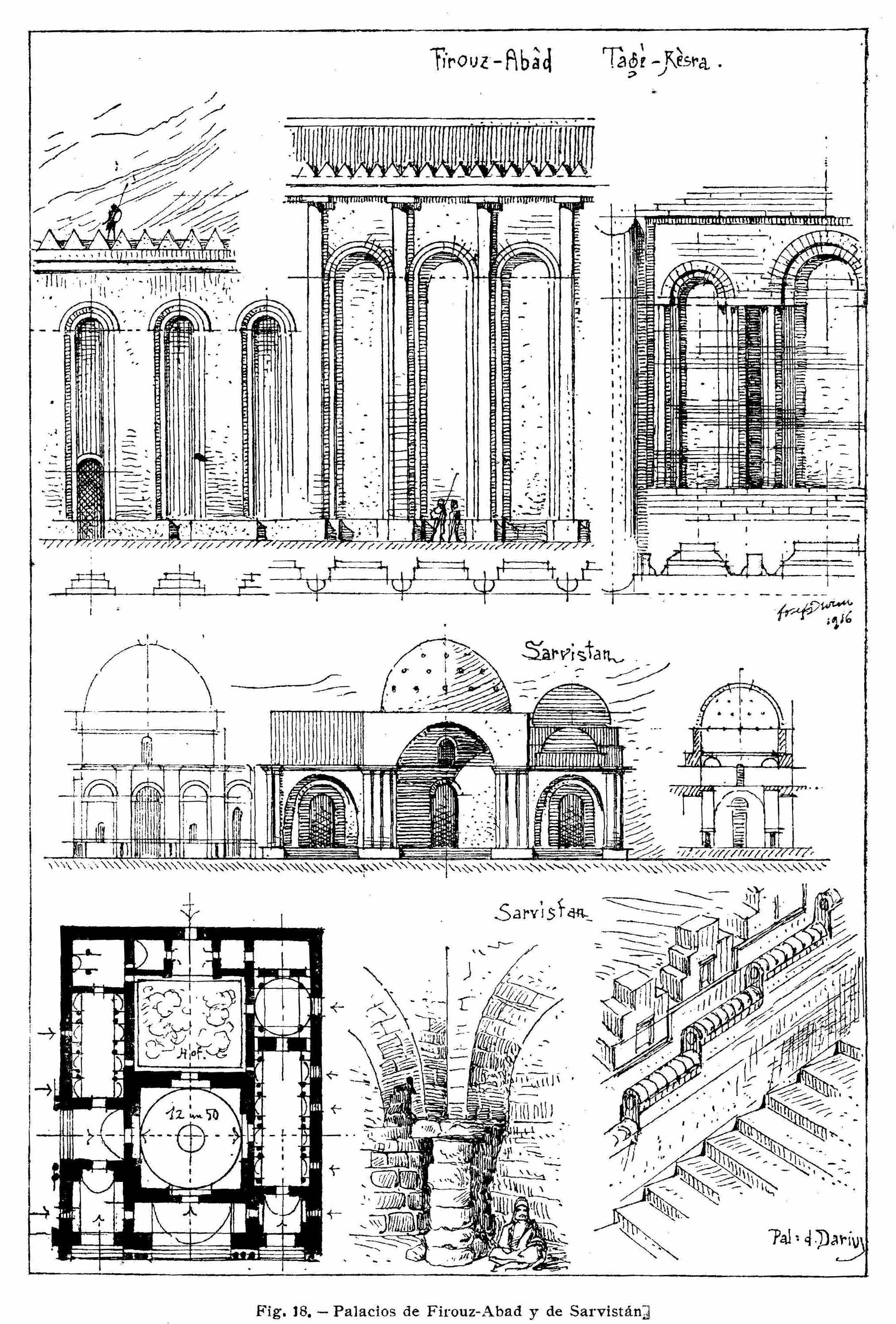
Plànols d'una església amb alçats, seccions, planta (a la cantonada inferior esquerra), detalls i perspectives.

#### Planta
Una planta és la representació sense perspectiva d'un cos sobre un pla horitzontal. La planta s'obté mitjançant una projecció paral·lela, perpendicular al pla projectant horitzontal. És una de les representacions principals del sistema dièdric, juntament amb l'alçat. També es denomina planta a la representació de la secció horitzontal d'un edifici, un moble, una peça o qualsevol altre objecte.
En arquitectura, la planta és un dibuix que representa, en projecció ortogonal ia escala, una secció horitzontal d'un edifici, és a dir, la figura que formen els murs i envans a una alçada determinada (normalment coincident amb les finestres, perquè es puguin apreciar).
Els plans d'un edifici consten d'almenys una planta per cada alçada o nivell d'aquest, incloent la planta de cobertes, que a diferència de les altres, no secciona l'edifici sinó que el mostra vist des de dalt, tal com es veuria al sobrevolar-, però sense distorsions de perspectiva.
Acompanyant a les plantes o seccions horitzontals, s'utilitzen també plànols de secció vertical (denominats  seccions  o  plànols de secció ), així com plans d'alçat, que mostren l'aspecte exterior de les diferents façanes l'edifici, sense seccions.
Hi ha diferents tipus de plànols de planta en funció del que es vulgui representar. Els principals són:
- Plantes d'arquitectura: mostren les divisions interiors de l'edifici, les portes, finestres i escales. Solen estar acotades i poden anotar també la superfície de cada recinte.
- Plantes constructives: reflecteixen els detalls constructius de façana i envans interiors.
- Plantes d'acabats: mostren els materials de revestiment o acabat de sòls, sostres i paraments verticals en cadascuna de les estances o habitacions.
- Plantes d'instal·lacions: mostren el recorregut i ubicació dels diferents elements que componen les instal·lacions de l'edifici. Normalment hi ha una planta dedicada a cada tipus d'instal·lació (elèctrica, fontaneria, sanejament, etc.).
- Plantes d'estructura: mostren els detalls del forjat. A diferència de les altres plantes, que solen seccionar just per sobre del sòl, les plantes d'estructura solen seccionar just per sota, mostrant per tant els elements sobre els quals se suporta el forjat.

## Dibuixos animats
Els dibuixos animats són una producció audiovisual, normalment realitzats a mà (o més recentment amb ordinadors que simulen el dibuix a mà) dirigits sobretot al cinema i a la televisió. Conten qualsevol tipus d'història o de guió. Normalment els dibuixos animants poden estar realitzats per mitjà de nombrosos tipus d'animació, però se solen incorporar a la mateixa categoria que l'animació tradicional.
Els primers exemples dels intents de captar el fenomen del moviment per mitjà del dibuix es poden trobar en èpoques ben allunyades com el Paleolític, amb les pintures rupestres d'animals, que eren reflectits amb múltiples cames en posicions superposades, cercant la percepció del moviment.
Aparells com el fenaquistoscopi, el zoòtrop o el praxinoscopi, van ser els primers a produir moviment amb una sèrie seqüencial de dibuixos amb l'ús de la tecnologia, però l'animació no es va desenvolupar fins a l'aparició del cinema.

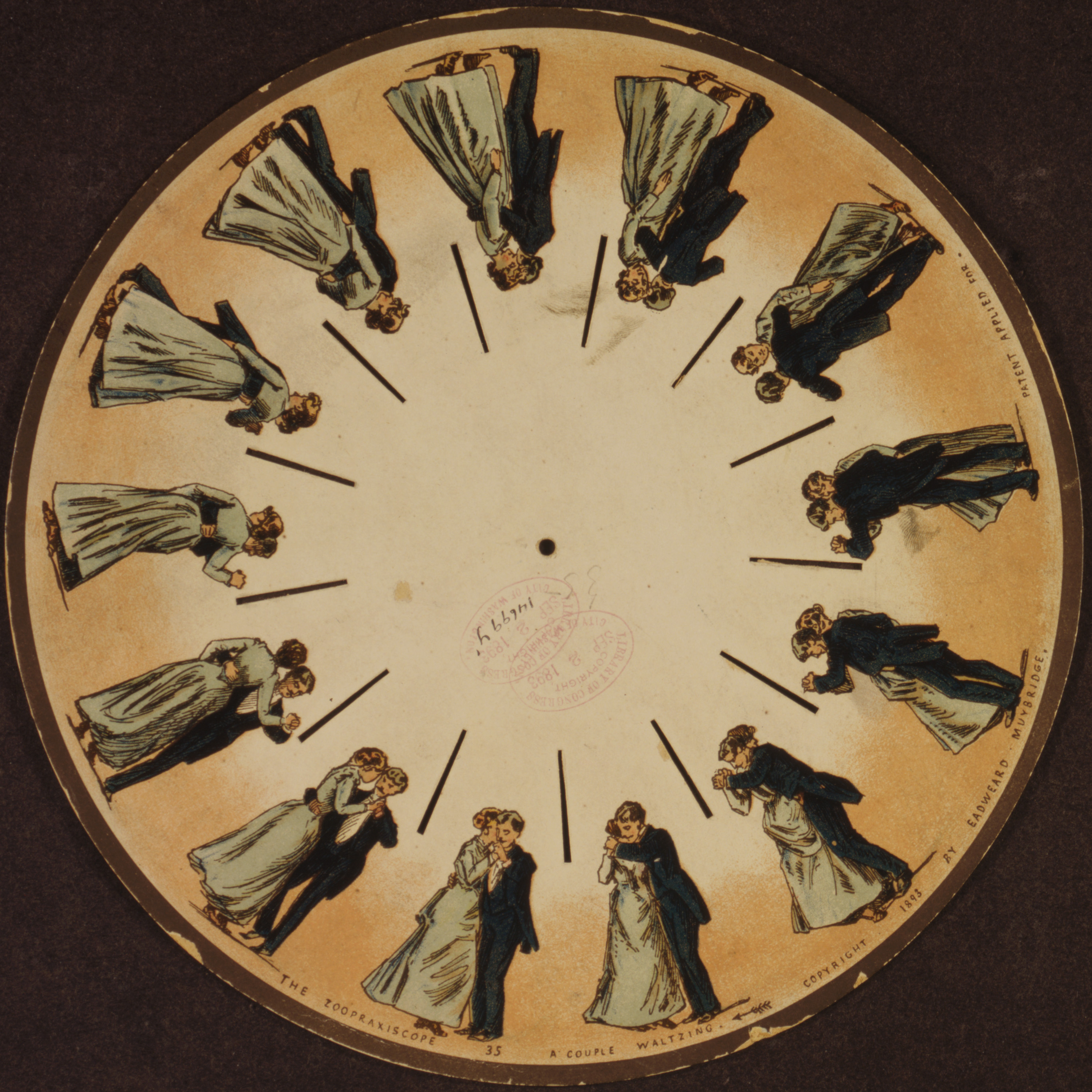
Un disc fenaquistoscopi d'Eadweard Muybridge (1893)
Vista simulada de l'espill del disc
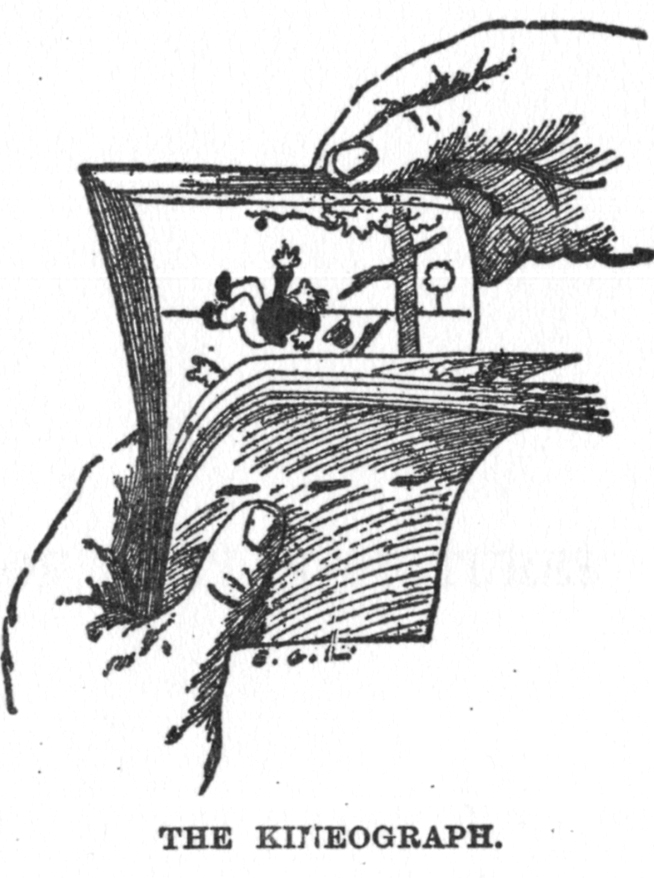
Un exemple de foliscopi (1886)
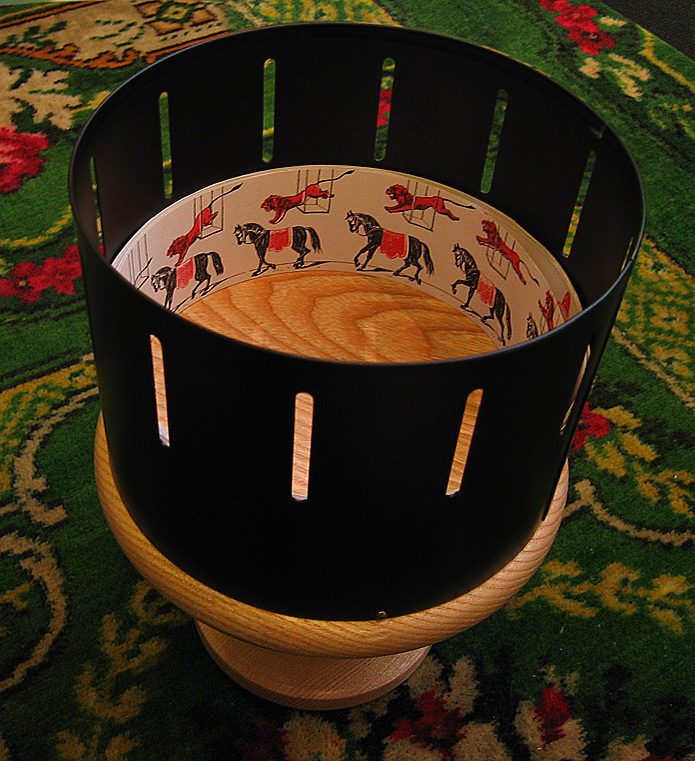
Rèplica moderna d'un zoòtrop victorià
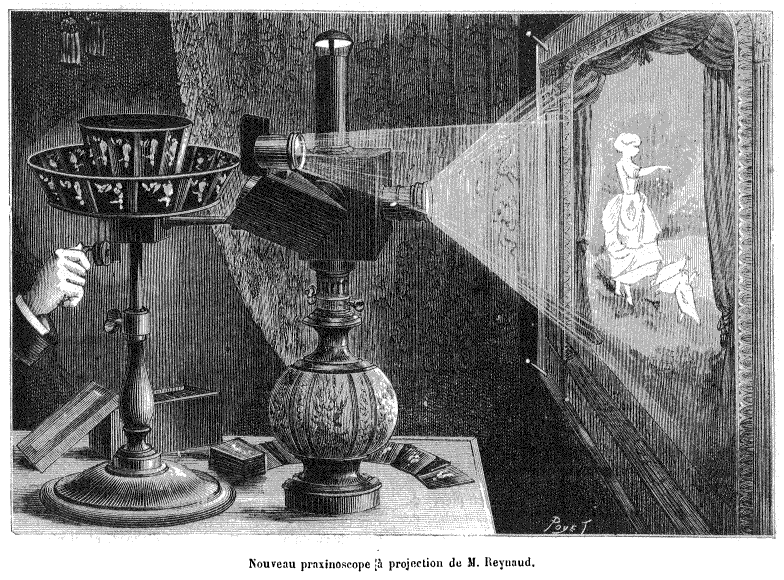
Praxinoscopi (1882)
- How Animated Cartoons Are Made (1919)

La primera pel·lícula animada va ser Humorous Phases of Funny Faces de 1906, pel dibuixant de periòdics J. Stuart Blackton, un dels cofundadors de la Companyia Vitagraph. En l'obra, apareix la línia del dibuixant en dues cares que són animades sobre una superfície en negre. Les dues cares somriuen i fan l'ullet, and l'home amb un cigar amolla el fum sobre la cara de la dona; també, un pallasso permet el seu gosset saltar a trevés d'un aro. La primera pel·lícula de dibuixos animats, en el sentit tradicional del terme, va ser "Fantasmagorie", del director francès Émile Cohl, el 1908.
Un dels primers èxits dels dibuixos animats va ser "Gertie el Dinosaure" de Winsor McCay, considerat el primer exemple de caràcter d'animació. Dels anys 30 als 60 del segle xx, es van produir grans quantitats de dibuixos animats, que normalment eren exhibits abans d'un llargmetratge. Tenien una durada d'entre 5 i 10 minuts, i van ser realitzats per estudis com MGM, Disney, Paramount i Warner Brothers.
Amb l'arribada de la televisió a finals dels anys 50, els dibuixos animats al cinema inicien el seu declivi, a l'hora que es comencen a produir en major part per a televisió, situació que es manté durant la segona meitat del segle xx, sota el format de la sèrie de dibuixos animats.

## Humor gràfic
Humor gràfic és el terme amb el qual es designa una gamma diversa d'obres gràfiques realitzades per a la premsa, des d'acudits d'una sola vinyeta i caricatures fins a autèntiques historietes, tires còmiques o pàgines senceres. En general, abunda la sàtira de política i social.
La premsa, de bon principi va incloure dos tipus de gràfics: les il·lustracions, imatges que acompanyen el text i amb una intenció didàctica o estètica el que fan és complementar-lo, i les caricatures, paraula que denominava qualsevol imatge de caràcter satíric o còmic, que no acompanyen un text sinó que tenen sentit per elles mateixes i contenen un visatge crític. Avui en dia, del que aleshores s'anomenava caricatura, i que és l'adaptació del terme caricatura en el sentit que li donaren els anglesos (que per la seva part adoptaren el terme del "caricare" italià), en el nostre idioma en diem humor gràfic, però en moltes obres, sobretot anteriors als anys 20 del segle xx, caricatura i humor gràfic són sinònims; per això Hogarth, Goya o Lautrec es consideren grans caricaturistes, quan en realitat el que feien eren imatges satíriques. La nostra Caricatura es correspon al "portrait chargé", retrat d'un personatge real, exagerant-ne o simplificant-ne les faccions per aconseguir una efecte satíric o purament estètic. El problema terminològic fa que moltes paraules apareguin com a sinònims quan en realitat no ho són, però com que s'han utilitzat com si ho fossin, en realitat ho acaben essent. Una mica embolicat, la veritat.
Molts autors, però no estan d'acord amb el terme humor gràfic, car sobretot troben inadequat per a les seves obres el mot "humor", al considerar que ells realitzen sàtira gràfica, que és una cosa on no hi ha l'obligació de fer riure, cosa que, en canvi, sembla implícita en l'altra denominació. Ivan Tubau apunta una definició a El humor gráfico en la prensa del franquismo (Barcelona: Mitre, 1987), llibre imprescindible, que eximeix l'acudit de la necessitat de fer riure, car diu que l'acudit gràfic "es un juego con ideas expresado mediante dibujos, con o sin la ayuda de palabras". Anys abans, Junceda en el seu Assaig sobre l'humorisme gràfic (Barcelona: Institut Català de les Arts del Llibre 1936), certifica la proximitat entre els humoristes gràfics i els poetes; el dibuixant Màximo qualifica l'humor gràfic de gènere literari; Perich considera el gènere com un mitjà que li permet expressar un seguit de missatges o idees; i Mingote considera la vinyeta d'actualitat més propera al document que a l'obra d'art. Kap, al catàleg "Trazos, un siglo de ilustración y buen humor en Mundo Deportivo" (Barcelona, MD, 2006) escriu: "És un género de opinión, aunque el humorista no construye a través de palabras sino de imágenes".
El dibuixant d'humor també pot ser anomenat dibuixant satíric, dibuixant còmic, ninotaire, acuditaire, humorista gràfic, caricaturista, vinyetista, opinador gràfic…

## Còmic

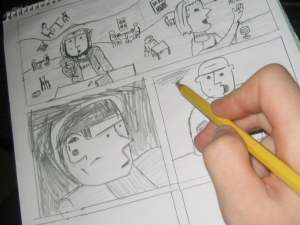
Un dibuixant dissenyant una historieta

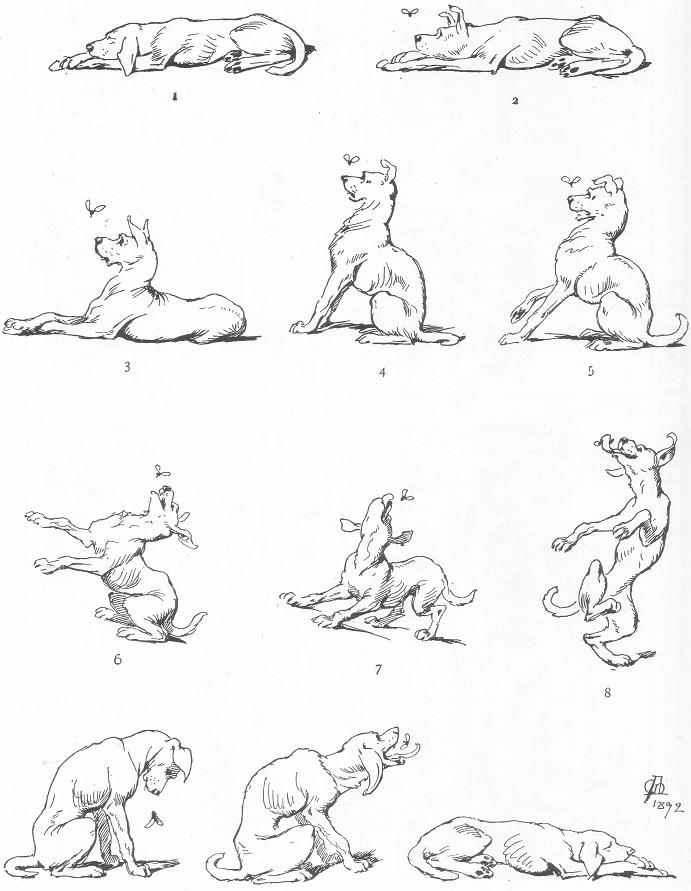
Popular il·lustració d'Apel·les Mestres

Un còmic o historieta il·lustrada és una narració realitzada mitjançant una seqüència d'imatges o il·lustracions juxtaposades de forma deliberada, que tenen com a objectiu transmetre una història o qualsevol informació al lector i provocar una impressió estètica. Per fer-ho, els autors de còmics utilitzen tot un seguit de recursos gràfics. Will Eisner, autor i teòric del còmic, també el definia com art seqüencial. Alguns dibuixants de còmic el consideren el "novè art".
A Catalunya, a mitjans del segle xx, el còmic era conegut com a "Patufet" a causa de la popularitat de la revista En Patufet i com a "tebeo" per la difusió de 1917 al 1998 de la revista TBO,
L'origen remunta a les il·lustracions satíriques i iròniques, predecessores del còmic modern. Actualment, la diversitat de gèneres és la mateixa que en qualsevol altre llenguatge artístic. Molts estudiosos consideren que un còmic només ho és en tant que és reproduït i difós per mitjans mecànics. Altres, especialitzats en el disseny i la comunicació supralingüística no exigeixen que un còmic sigui difós de forma massiva per considerar-lo com a tal.

### Tipus de còmic

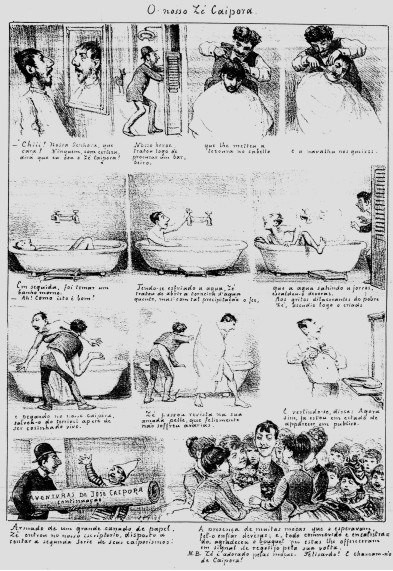
"O nosso Zé Caipora" (Revista Il·lustrada, Brasil, 1886) d'Angelo Agostini.

#### Tires de premsa
Va ser als Estats Units on es va iniciar la seva publicació massiva en els periòdics. La primera pàgina de còmic aparegué el 9 d'abril de 1893 en el periòdic World. Precisament aquí s'hi van fer els primers experiments amb el color i Outcault crea Yellow Kid (xic groc, noi groc), personatge que reflecteix la vida dels baixos fons i es converteix en la principal atracció del diari.
En 1897 es crea per al "New York Herald", un nou personatge Buster Brown.
El treball de Rudolph Dirks, amb la seva obra Katzenjammer kids, és considerat el primer còmic pròpiament dit. Va aparèixer el 12 de desembre de 1897, i va tenir una gran acceptació pel públic, Dirk va introduir l'ús de la bafarada (també anomenada globus o fumets) que contenen el diàleg, donant-li més dinamisme al conjunt de la història gràfica. Però va ser Winsor McCay el vertader innovador del còmic, per la seva audàcia en l'enquadrament, la utilització de diferents plans i la bellesa dels seus dibuixos i arguments en obres com ara Little Nemo.
El 1934 apareix Flash Gordon, d'Alex Raymond i, de mica en mica, comencen a sorgir històries de personatges comuns que es caracteritzaven per ser herois, soldats, mags ….
Una de les tires més reeixides i apreciades són les que, dels dels anys 30 gent com Walt Disney feren als periòdics protagonitzades per Mickey Mouse. Tanmateix, cal notar que Disney prompte deixaria de guionitzar les tires còmiques, passant aquestes a les mans de Floyd Gottfredson, qui és considerat l'autor que ha tractat el personatge amb major virtuosisme.

#### Elscomic booksdels EUA
També es van començar a publicar els comic books (revistes de còmics, llibrets d'historietes il·lustrades) als Estats Units (Max Gaines publica el primer comic book, Funnies on Parade el 1933). A mitjan dècada dels 30 sorgeixen petites companyies com All Star Comics, Action Comics o Detective Comics (DC), que aviat esdevindria una de les majors companyies dels Estats Units.

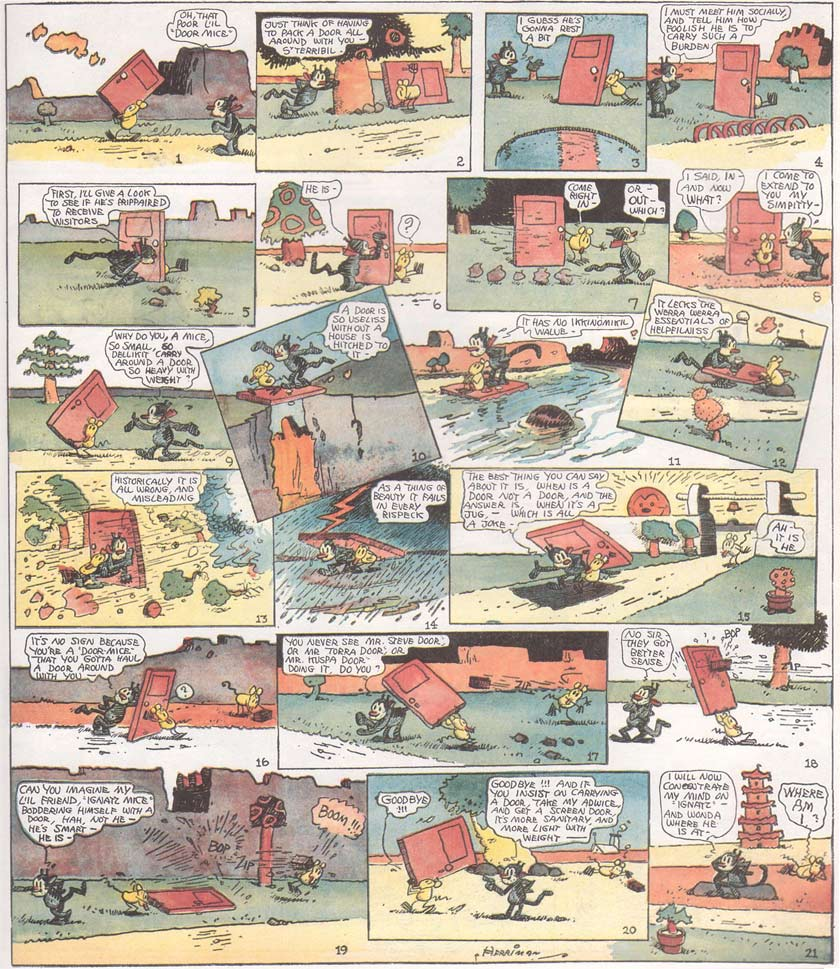
Dominical de Krazy Kat al 1922.

Les històries comencen a augmentar en qualitat, els escriptors i dibuixants adquireixen un estil característic del còmic a què ara se l'anomena americà i sorgeixen històries de detectius, científics i personatges més atractius i amb habilitats superiors a les humanes, sempre salvant el planeta o la seva comunitat d'una catàstrofe major.
El 1938 arriben "superherois" com Superman o La Dona Meravella i, posteriorment, altres com Batman.
Apareixen històries de terror, com Tales from the Crypt i sèries policíaques, com Secret Agent X-9.
És l'època dels gàngsters i era natural que el lector desitgés trobar el policia astut i dur; així que nasqué Dick Tracy.
Als anys 40, malgrat el gran èxit de les sèries més serioses, als EUA la publicació amb més vendes seria la humorística Walt Disney Comics and Stories, on autors anònims que després esdevindrien referents com ara Carl Barks van donar vida a l'univers de l'Ànec Donald.
El 1950 arriba la sèrie Peanuts, de Franz Schultz, amb personatges mundialment famosos com Charlie Brown i Snoopy.
En els seixanta, una petita editorial acabaria revolucionant el mercat: Marvel Comics, amb la seva alma-mater Stan Lee reinventarien el gènere amb sèries com Els Quatre Fantàstics i, després, Spiderman, L'increïble Hulk, Els Venjadors i X-Men.
El còmic contemporani americà té diversos èxits, com les tires de premsa de Mafalda de l'argentí Quino o Calvin i Hobbes de Bill Watterson.

#### Webcòmics
Amb l'aparició d'Internet, van aparèixer els anomenats webcòmics, que usen el format bloc per reproduir les tires còmiques que apareixen habitualment a la premsa. Molts dels webcòmics acaben recopilats en "comic books" si tenen èxit, o a la inversa, neixen per donar més difusió a l'obra en paper de l'autor (com a complement a la pàgina web personal). Macanudo, de Liniers, seria un exemple d'aquest pas al format web.

### El llenguatge del còmic

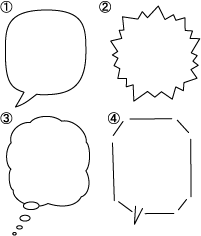
Diferents tipus de Bafarada o Globus.

Com a mitjà de comunicació de masses, ha influït en les societats en les quals incidia i, al mateix temps, ha reflectit la societats en què s'ha generat. El còmic té un llenguatge icònic-verbal i es posa en estreta relació amb el teatre, la novel·la, la pintura, la il·lustració -publicitària o no- o la fotografia.
Un dels trets fonamentals que cal destacar en el llenguatge del còmic és la convencionalitat. Aquest concepte fa referència a la interiorització d'unes regles que fan entendre a tothom el còmic de la mateixa manera, gràcies a un seguit de recursos gràfics establerts. Així doncs, amb el grafisme s'imita el so a través de les onomatopeies; amb la successió de vinyetes per tal de representar la temporalitat, la bafarada o globus indiquen els diàlegs dels personatges o amb altres recursos expressius.
Altres convencions menys esteses són la representació de la foscor amb els ulls blancs sobre un fons negre o la carència de llums.
Amb aquesta convencionalització no només s'aconsegueix estandarditzar la lectura del còmic sinó que s'apropa l'art de dibuixar còmics a tothom, però, d'una altra banda, l'autor perd la seva llibertat creativa.

## Tipus de dibuix
- Dibuix al natural
- Dibuix d'imitació
- Dibuix lliure
- Dibuix geomètric
- Dibuix animat
- Dibuix humorístic

## Materials
- Paper
- Llapis
- Tinta
  - Ploma estilogràfica
  - Bolígrafs
  - Pinzells
- Gomes